# Krvavi Uskrs
Krvavi Uskrs je naziv za oružani incident 31. ožujka 1991. godine u kojem su pale prve žrtve u Domovinskom ratu.
Sukobljene strane u incidentu bili su redarstvenici MUP-a Republike Hrvatske s jedne strane i naoružani krajinski teroristi s druge. Sukob je rezultirao smrću po jedne osobe s obiju strana i značajno je pogoršao etničke napetosti koje su, kao posljedica projekta velikosrpske ekspanzije u SFRJ eskalirale krajem 80.-ih godina 20. st. i postale jedan od katalizatora procesa koji su doveli do velikosrpske oružane agresije na Republiku Hrvatsku. Redarstvenici MUP-a RH upali su u zasjedu pobunjenih Srba kod Plitvica, pri čemu je s hrvatske strane poginuo mladi Josip Jović iz Aržana, a sa srpske Rajko Vukadinović, teritorijalac tzv. Krajine.

## Zasjeda i pogibija Josipa Jovića
Spomenuti događaji zahtijevali su neodložnu intervenciju hrvatskih redarstvenih snaga kako bi se uspostavio red i mir na tom području. Nekoliko stotina pripadnika specijalne postrojbe MUP-a Rakitje, kojom je zapovijedao general zbora Josip Lucić, PJP Kumrovec te antiterorističke jedinice Lučko krenulo je noć uoči Uskrsa put Plitvica. U ranim jutarnjim satima 31. ožujka, na glavnom pravcu kretanja, kolona vozila s hrvatskim specijalcima napadnuta je iz zasjede na glavnoj prometnici nedaleko od plitvičkih hotela i pratećih objekata. Na kolonu je otvorena vatra iz okolne šume, u autobus pun hrvatskih redarstvenika uletjela je tromblonska mina, neizvučena sigurača pa nije eksplodirala. Ubrzo po tome, hrvatski redarstvenici uzvratili su vatru.
Sukob je potrajao nekoliko sati tog jutra, a pobunjenici su bili prisiljeni povlačiti se. Prema policijskim izvješćima uhićeno je devet pobunjenika, među njima i Goran Hadžić, član Glavnog odbora SDS-a i Borivoje Savić, tajnik Izvršnog odbora SDS-a Vukovara. U novinskim isječcima iz tog vremena stoji da su krenuli na sastanak u Korenicu, a za pojasom su imali pištolj magnum 357. Njih se sprovodi do Slunja, gdje je nastavljena kriminalistička obrada.
Iako je akcija u potpunosti uspjela i na Plitvicama je uspostavljen red, ostat će upamćena po prvoj hrvatskoj žrtvi. Naime, poginuo je hrvatski policajac Josip Jović, a sedam pripadnika specijalne policije je ranjeno. Prema riječima suboraca, Jović je bio najistureniji u napadu, pucao je u smjeru pošte. Iako je na sebi imao pancirku, netko od terorista ga je pogodio u nezaštićeni dio tijela. Kola hitne pomoći stigla su u trenu, a nakon dužeg čekanja ukrcan je u sanitetski vojni helikopter još uvijek dajući znakove života. No, preminuo je na putu do bolnice. Dvadesetdvogodišnji Josip Jović bio je prva hrvatska žrtva u Domovinskom ratu.

## U popularnoj kulturi
- Snimljen je dokumentarni film Krvavi Uskrs.

## Vanjske poveznice
- Članak o obljetnici u Jutarnjem listu  Arhivirana inačica izvorne stranice od 27. rujna 2007. (Wayback Machine)